# طرق جانبية (فلم)
الطرق الجانبية (بالإنجليزية: Sideways) هو فيلم كوميدي تم إنتاجه في الولايات المتحدة وصدر في سنة 2004.

## طاقم التمثيل
- بول جياماتي
- توماس هادن تشورتش
- فيرجينيا مادسن
- ساندرا أوه

## الميزانية والإيرادات
بلغت تكلفة إنتاج الفيلم حوالي 16 مليون دولار بينما حقق أرباحا تقدر بـ 109,502,303 دولار.

### ترشيحات وجوائز
| السنة | الحدث  | الفئة     | النتيجة |
| ----- | ------ | --------- | ------- |
|       | أوسكار | أفضل فيلم | ترشـيـح |

## وصلات خارجية
- طرق جانبية على موقع IMDb (الإنجليزية)
- طرق جانبية على موقع ميتاكريتيك (الإنجليزية)
- طرق جانبية على موقع الموسوعة البريطانية (الإنجليزية)
- طرق جانبية على موقع روتن توميتوز (الإنجليزية)
- طرق جانبية على موقع نتفليكس (الإنجليزية)
- طرق جانبية على موقع قاعدة بيانات الأفلام العربية
- طرق جانبية على موقع ألو سيني (الفرنسية)
- طرق جانبية على موقع Turner Classic Movies (الإنجليزية)
- طرق جانبية على موقع أول موفي (الإنجليزية)
- طرق جانبية على موقع بوكس أوفيس موجو (الإنجليزية)